# آلکسیس دمیرجیان
آلکسیس دمیرجیان (ارمنی: Ալեքսիս Դեմիրճյան؛ انگلیسی: Alexis Demirdjian؛ زادهٔ ۲۶ مارس ۱۹۷۶) وکیل ارمنی‌تبار اهل کانادا است.

## زندگی‌نامه
وی در ۲۶ مارس ۱۹۷۶ در به دنیا آمد . 